# 35. Szaturnusz-gála
A 35. Szaturnusz-gála a 2008-as év legjobb filmes és televíziós sci-fi, horror és fantasy alakításait értékelte. A díjátadót 2009. június 25-én tartották a kaliforniai Burbankben.

## Győztesek és jelöltek
Forrás:

### Film
| Legjobb sci-fi-film | Legjobb fantasyfilm |
| --- | --- |
| - A Vasember - Amikor megállt a Föld - Sasszem - A hihetetlen Hulk - Indiana Jones és a kristálykoponya királysága - Hipervándor | - Benjamin Button különös élete - Narnia Krónikái: Caspian herceg - Hancock - A Spiderwick krónikák - Alkonyat - Wanted |
| Legjobb horrorfilm | Legjobb akciófilm, kalandfilm vagy filmthriller |
| - Hellboy II. – Az aranyhadsereg - Az esemény - A múmia: A Sárkánycsászár sírja - Karantén - Tüske - Hívatlanok | - A sötét lovag - Elcserélt életek - Gran Torino - A Quantum csendje - Az áruló - Valkűr |
| Legjobb animációs film | Legjobb nemzetközi film |
| - WALL·E - Volt - Horton - Kung Fu Panda - Madagaszkár 2. - Star Wars: A klónok háborúja | - Engedj be! - Banki meló - A tiltott királyság - Erőszakik - Gettómilliomos - Transz-Szibéria |
| Legjobb férfi főszereplő | Legjobb női főszereplő |
| - Robert Downey Jr. – A Vasember (Tony Stark / Vasember) - Christian Bale – A sötét lovag (Bruce Wayne / Batman) - Tom Cruise – Valkűr (Claus Schenk von Stauffenberg) - Harrison Ford – Indiana Jones és a kristálykoponya királysága (Indiana Jones) - Brad Pitt – Benjamin Button különös élete (Benjamin Button) - Will Smith – Hancock (John Hancock) | - Angelina Jolie – Elcserélt életek (Christine Collins) - Cate Blanchett – Benjamin Button különös élete (Daisy Fuller) - Maggie Gyllenhaal – A sötét lovag (Rachel Dawes) - Julianne Moore – Vakság (A doktor felesége) - Emily Mortimer – Transz-Szibéria (Jessie) - Gwyneth Paltrow – A Vasember (Virginia "Pepper" Potts) |
| Legjobb férfi mellékszereplő | Legjobb női mellékszereplő |
| - Heath Ledger – A sötét lovag (Joker - Jeff Bridges – A Vasember (Obadiah Stane) - Aaron Eckhart – A sötét lovag (Harvey Dent / Kétarc) - Woody Harrelson – Transz-Szibéria (Roy) - Shia LaBeouf – Indiana Jones és a kristálykoponya királysága (Mutt Jones) - Bill Nighy – Valkűr (Friedrich Olbricht) | - Tilda Swinton – Benjamin Button különös élete (Elizabeth Abbott) - Joan Allen – Halálfutam (Claire Hennessy) - Judi Dench – A Quantum csendje (M) - Olha Kosztyantinyivna Kurilenko – A Quantum csendje (Camille Montes) - Charlize Theron – Hancock (Mary) - Carice van Houten – Valkűr (Nina von Stauffenberg)            |
| Legjobb fiatal színész | Legjobb rendező |
| - Jaden Smith – Amikor megállt a Föld (Jacob Benson) - Freddie Highmore – A Spiderwick krónikák (Jared Grace) - Lina Leandersson – Engedj be! (Eli) - Dev Patel – Gettómilliomos (Jamal Malik) - Catinca Untaru – Zuhanás (Alexandria) - Brandon Walters – Ausztrália (Nullah) | - Jon Favreau – A Vasember - Clint Eastwood – Elcserélt életek - David Fincher – Benjamin Button különös élete - Christopher Nolan – A sötét lovag - Bryan Singer – Valkűr - Steven Spielberg – Indiana Jones és a kristálykoponya királysága - Andrew Stanton – WALL·E                                                       |
| Legjobb forgatókönyv | Legjobb filmzene |
| - Christopher Nolan, Jonathan Nolan – A sötét lovag - Mark Fergus és Hawk Ostby, Art Marcum és Matt Holloway – A Vasember - John Ajvide Lindqvist – Engedj be! - David Koepp, John Kamps – Kísértetváros - Eric Roth – Benjamin Button különös élete - J. Michael Straczynski – Elcserélt életek | - Hans Zimmer, James Newton Howard – A sötét lovag - Alexandre Desplat – Benjamin Button különös élete - Ramin Djawadi – A Vasember - Clint Eastwood – Elcserélt életek - John Ottman – Valkűr - John Powell – Hipervándor |
| Legjobb jelmez | Legjobb smink |
| - Mary Zophres – Indiana Jones és a kristálykoponya királysága - Lindy Hemming – A sötét lovag - Deborah Hopper – Elcserélt életek - Joanna Johnston – Valkűr - Catherine Martin – Ausztrália - Isis Mussenden – Narnia Krónikái: Caspian herceg | - Greg Cannom – Benjamin Button különös élete - John Caglione Jr., Conor O'Sullivan – A sötét lovag - Mike Elizalde – Hellboy II. – Az aranyhadsereg - Paul Hyett – Végítélet - Greg Nicotero, Paul Engelen – Narnia Krónikái: Caspian herceg - Gerald Quist – Trópusi vihar                                                  |
| Legjobb különleges effektek | |
| - Nick Davis, Chris Corbould, Tim Webber, Paul J. Franklin – A sötét lovag - Eric Barba, Steve Preeg, Burt Dalton, Craig Barron – Benjamin Button különös élete - Pablo Helman, Daniel Sudick – Indiana Jones és a kristálykoponya királysága - John Nelson, Ben Snow, Daniel Sudick, Shane Mahan – A Vasember - Mike Wassel, Adrian De Wet, Andrew Chapman, Eamonn Butler – Hellboy II. – Az aranyhadsereg - Dean Wright, Wendy Rogers – Narnia Krónikái: Caspian herceg | |

### Televízió

#### Műsorok
| Legjobb televíziós sorozat | Legjobb kábeltelevíziós sorozat |
| --- | --- |
| - Lost – Eltűntek (ABC) - A rejtély (Fox) - Hősök (NBC) - Élet a Marson (ABC) - Odaát (The CW) - Terminátor – Sarah Connor krónikái (Fox)                                                      | - Csillagközi romboló (SyFy) - A főnök (TNT) - Dexter (Showtime) - Lépéselőnyben (TNT) - Star Wars: A klónok háborúja (Cartoon Network) - True Blood – Inni és élni hagyni (HBO) |
| Legjobb televíziós műsor | |
| - A titkok könyvtára 3. – A Júdás-kehely átka (TNT) - Az Androméda-törzs (A&E) - Breaking Bad – Totál szívás (AMC) - Jericho (CBS) - Az utolsó templomos lovag (NBC) - 24 – A szabadulás (Fox) | |

#### Színészek
| Legjobb televíziós színész | Legjobb televíziós színésznőnek |
| --- | --- |
| - Edward James Olmos – Csillagközi romboló (SyFy) (William Adama) - Bryan Cranston – Breaking Bad – Totál szívás (AMC) (Walter White) - Matthew Fox – Lost – Eltűntek (ABC) (Jack Shephard) - Michael C. Hall – Dexter (Showtime) (Dexter Morgan) - Timothy Hutton – Lépéselőnyben (TNT) (Nathan Ford) - Noah Wyle – A titkok könyvtára 3. – A Júdás-kehely átka (TNT) (Flynn Carsen ) | - Mary McDonnell – Csillagközi romboló (SyFy) (Laura Roslin) - Lena Headey – Terminátor – Sarah Connor krónikái (Fox) (Sarah Connor) - Jennifer Love Hewitt – Szellemekkel suttogó (CBS) (Melinda Gordon) - Evangeline Lilly – Lost – Eltűntek (ABC) (Kate Austen) - Anna Paquin – True Blood – Inni és élni hagyni (HBO) (Sookie Stackhouse) - Kyra Sedgwick – A főnök (TNT) (Brenda Leigh Johnson) - Anna Torv – A rejtély (Fox) (Olivia Dunham) |
| Legjobb televíziós férfi mellékszereplő | Legjobb televíziós női mellékszereplő |
| - Adrian Pasdar – Hősök (NBC) (Nathan Petrelli) - Henry Ian Cusick – Lost – Eltűntek (ABC) (Desmond Hume) - Thomas Dekker – Terminátor – Sarah Connor krónikái (Fox) (John Connor) - Michael Emerson – Lost – Eltűntek (ABC) (Benjamin Linus) - Josh Holloway – Lost – Eltűntek (ABC) (James „Sawyer” Ford) - Milo Ventimiglia – Hősök (NBC) (Peter Petrelli)                          | - Jennifer Carpenter – Dexter (Showtime) (Debra Morgan) - Summer Glau – Terminátor – Sarah Connor krónikái (Fox) (Cameron) - Yunjin Kim – Lost – Eltűntek (ABC) (Kvon Szonhva) - Elizabeth Mitchell – Lost (ABC) (Juliet Burke) - Hayden Panettiere – Hősök (NBC) (Claire Bennet) - Katee Sackhoff – Csillagközi romboló (SyFy) (Kara Thrace) |
| Legjobb televíziós vendégszereplőnek | |
| - Jimmy Smits – Dexter (Showtime) (Miguel Prado) - Kristen Bell – Hősök (NBC) (Elle Bishop) - Alan Dale – Lost – Eltűntek (ABC) (Charles Widmore) - Kevin Durand – Lost – Eltűntek (ABC) (Martin Keamy) - Robert Forster – Hősök (NBC) (Arthur Petrelli) - Sonya Walger – Lost – Eltűntek (ABC) (Penny Widmore)                                                                        | |

### DVD
| Legjobb DVD | Legjobb speciális kiadású DVD |
| --- | --- |
| - Jack Brooks: Monster Slayer - Hideg préda - Esély a halálra - A Kaptár – Bioterror - Csillagközi invázió 3. – A martalóc - Halálra ítélve                                                                             | - A köd: Two-Disc Collector's Edition - Farkasok szövetsége: Director's Cut - Dark City: The Director's Cut - A sötét lovag: Two-Disc Special Edition - Szigorúan bizalmas: Two-Disc Special Edition - Zodiákus: The Director's Cut                                                                                        |
| Legjobb klasszikus film DVD | Legjobb DVD gyűjtemény |
| - Psycho - Universal Legacy Series - Casablanca - Ultimate Collector's Edition - Gyilkos játékok - 20th High School Reunion Edition - Karácsonyi lidércnyomás - Dorian Gray képe - Csipkerózsika                        | - A Keresztapa: The Coppola Restoration - Abbott és Costello: The Complete Universal Series Collection - Piszkos Harry: The Ultimate Collector's Edition - Ghost House Underground Eight Film Collection - Mystery Science Theater 3000 20th Anniversary Edition - A majmok bolygója 40th Anniversary Collection (Blu-ray) |
| Legjobb televíziós műsor DVD | Legjobb retro televíziós műsor DVD |
| - Holdfény: A teljes sorozat - Ki vagy, doki?: A teljes negyedik évad - Hősök: 2. évad - Lost – Eltűntek: A teljes negyedik évad - Reaper - Démonirtók: Első évad - Torchwood: 2. évad - Tudorok: A teljes második évad | - Támadás egy idegen bolygóról: Első és második évad - Columbo: 1990-es évek gyűjtemény - A kiválasztott – Az amerikai látnok epizódjainak listája: Első évad - The Incredible Hulk: A teljes sorozat - Mission: Impossible - Negyedik és ötödik évad - Spaced: A teljes sorozat                                           |

### Különdíj
- Visionary Award: Jeffrey Katzenberg, a 3D-s filmgyártás előremozdításáért
- Életműdíj: Lance Henriksen, Leonard Nimoy

## Fordítás
- Ez a szócikk részben vagy egészben  a(z)   35th Saturn Awards című angol Wikipédia-szócikk fordításán alapul.  Az eredeti cikk szerkesztőit annak laptörténete sorolja fel. Ez a jelzés csupán a megfogalmazás eredetét és a szerzői jogokat jelzi, nem szolgál a cikkben szereplő információk forrásmegjelöléseként.